# Francesco Vigo Pelizzari
Francesco Vigo Pellizzari (Vimercate, 13 marzo 1836 – Mentana, 3 novembre 1867) è stato un patriota e militare italiano.

## Biografia
Francesco nacque da Giovanni Antonio Vigo Pellizzari (1799 – 14 gennaio 1880), laureato in lettere e preside di alcuni collegi nel milanese, e da Carolina Rossi.
Appartenente a una famiglia agiata, dopo essersi laureato in giurisprudenza, seguì il richiamo dell'amor patrio per arruolarsi volontario nei Cacciatori delle Alpi all'inizio della campagna del 1859. Si distinse in combattimento e fu citato il 26 e il 28 maggio nei combattimenti di Varese e di San Fermo. Divenne caporale il 26 maggio e sottotenente il 1º luglio.
Dopo aver saputo della spedizione che Giuseppe Garibaldi stava preparando, si recò a Genova e la sera del 5 maggio 1860 da Villa Spinola, il quartier generale di Garibaldi, si diresse verso lo scoglio di Quarto ad attendere i piroscafi Piemonte e Lombardo. Vigo Pellizzari fu inquadrato nella Settima Compagnia come luogotenente del comandante Benedetto Cairoli. La compagnia era descritta da Giuseppe Cesare Abba come: "Sfila ora la settima compagnia, la più numerosa e la più signorile, quasi tutta di studenti dell'Università pavese, lombardi di ogni provincia, milanesi eleganti, veneti che la grazia natìa temperavano alla baldanza dei compagni nati tra l'Adda e il Ticino." 
Giuseppe Cesare Abba descriveva il Vigo Pellizzari come:  "Era luogotenente del Cairoli il Vigo Pellizzari da Vimercate, bello e giocondo giovane, di ventiquattro anni, nato coi più bei doni di natura, ma sprezzante e superbo fino di se stesso. Amava la vita, avrebbe potuto averla felice, non volle. Scherzava con la morte; pareva che l'andasse cercando per schiaffeggiarla, e che la morte lo scansasse, tanto era ardimentoso." 
All'alba dell'11 maggio i Mille approdano a Marsala e quattro giorni dopo si battono a Calatafimi, il 27 maggio entrano in Palermo al Ponte dell'Ammiraglio e a Porta Termini, dove avviene un duro scontro con le forze borboniche.
Garibaldi descriveva la presa di Palermo con parole epiche:  "Un nucleo di valorosi, condotti da Tukory e Missori, marciavano in avanguardia. Tra essi si contavano: Nullo, Enrico Cairoli, Vigo Pellizzari, Taddei, Poggi, Scopini, Uziel, Perla, Gnecco ed altri valorosissimi i cui nomi son dolente di non poter ricordare. Cotesta schiera, scelta tra i Mille, non contava il numero, le barricate, i cannoni che i mercenari del Borbone avevano assiepato fuori di Porta Termini. Le barricate di Porta Termini furono superate volando, e le colonne dei Mille e le squadre dei Picciotti calpestavano le calcagna della superba avanguardia, gareggiando di eroismo." 
Seguirono tutte le altre battaglie della Campagna di Sicilia sempre combattute in prima fila. Il 7 settembre entra al fianco di Garibaldi in una Napoli festosa, ma non ancora doma. Vigo Pellizzari venne incaricato di organizzare una compagnia per sedare i focolai di resistenza dei camorristi che appoggiavano i Borboni, le seguenti battaglie del Volturno, del Macerone, del Garigliano e l'espugnazione delle roccheforti di Capua e di Gaeta che consacreranno definitivamente la vittoria dei garibaldini.
Con decreto del re Vittorio Emanuele II in data 12 giugno 1861, Francesco Vigo Pellizzari, che aveva raggiunto il grado di Maggiore nella 15ª Divisione Turr, viene decorato della Croce di Cavaliere dell'Ordine Militare di Savoia con la motivazione: "Per essersi distinto da Marsala a Capua, a Calatafimi, a Palermo e alla presa di Porta Montalto."
Sciolto il Corpo dei volontari, Vigo Pellizzari viene riconfermato Maggiore nell'Esercito regolare italiano e assegnato al 43º Reggimento fanteria, ma dopo pochi giorni si dimette e alla testa del battaglione dei Superstiti dei Mille seguirà Garibaldi sull'Aspromonte. Nel 1864 risale a Milano e l'anno dopo ritorna in Sicilia per lavorare come ragioniere presso l'Impresa Beltrami Gallone e C. di Catania.
Appena dichiarata la guerra all'Austria nel 1866, Vigo Pellizzari ritorna al fianco di Garibaldi coprendosi di gloria per le sue imprese, non più soltanto come audace e spericolato Cacciatore, ma come ufficiale brillante e tattico del Corpo Volontari Italiani capace nella battaglia di Bezzecca di svolgere un ruolo decisivo. Garibaldi stesso ricorda la battaglia di Bezzecca nelle sue Memorie: "I due battaglioni del 9º Reggimento eran comandati da Cossovich e da Vigo Pellizzari, ambi dei Mille e ben degni d'esserlo." 
Dispensato poi dal servizio con regio decreto del 6 dicembre 1866, Francesco Vigo Pellizzari viene decorato con la Croce di Ufficiale dell'Ordine Militare di Savoia con la seguente motivazione: "Mantenne strenuamente le alture sulla nostra sinistra, locchè rese possibile di caricare il nemico e riprendere il paese. Bezzecca, 21 luglio 1866."
Muore il 3 novembre 1867 durante la battaglia di Mentana insieme all'amico forlivese Achille Cantoni, nello sfortunato tentativo di liberare Roma. Le sue spoglie riposano nel Sacrario inaugurato il 25 novembre 1877 da Benedetto Cairoli.
Nell'elenco ufficiale dei partecipanti all'impresa dei Mille pubblicato sulla Gazzetta Ufficiale del Regno d'Italia del 12 novembre 1878, lo si trova al numero 1057.
Giuseppe Garibaldi, in un suo libro di memorie, lo ricorda così insieme agli altri eroi risorgimentali:  "Sui lati della piramide scorgevansi molti nomi, in lettere cubitali, degli eroi caduti per l'Italia sul maggiore dei sette colli. Fui ben felice nello scorgere i nomi di quei valorosissimi: Masina, Manara, Montaldi, Mameli, Melara, Ramorino, Peralto, Carbonin, Daverio, Davide, Ceccarelli, Cavallotti, Settignani, Minuto, Pelizzari, i Cairoli, i Franchi, Oziel, Bronzetti, Debenedetti, Montanari, Schiaffino, Ciceruacchio." 
La città di Vimercate nel centenario dei Mille gli ha dedicato l'epigrafe scritta dal senatore Luigi Medici: "Francesco Vigo Pellizzari, Cacciatore delle Alpi, luogotenente di Benedetto Cairoli, incise con l'eroismo e col sangue pagine luminose di quella epopea dei Mille che portò la Patria alle mete più alte della sospirata Libertà." 